# Vysoká hora (Góry Czerchowskie)
Vysoká hora (790 m) – szczyt w Górach Czerchowskich na Słowacji. Wznosi się na południowo-zachodnim obrzeżu tych gór, w południowym grzbiecie Ostrej (950 m), nad miejscowościami Milpoš, Hanigovce i Ľutina. Zachodnie stoki opadają łagodnie do doliny potoku Milpošský potok, wschodnie bardziej stromo do doliny Taborovego potoku (Taborový potok).
Vysoká hora jest w większości porośnięta lasem, bezleśne, pokryte polami uprawnymi są tylko dolne części jej łagodnych  zachodnich i południowych zboczy. Zboczami tymi, z daleka omijając wierzchołek prowadzi szlak turystyczny.

## Szlak turystyczny
Červenica pri Sabinove – Hanigovce – Za hradom –  Ostrá – Ždiare